# Денка Илиева-Вергилова
Денка Николова Илиева-Вергилова е български геолог.

## Биография
Родена е на 29 юли 1923 г. в Плевен. През 1941 г. завършва Девическата гимназия в родния си град, а през 1946 г. – „Естествена история“ в Софийския университет. След това работи като геолог в Главна дирекция за геоложки и минни проучвания. През 1950 г. защитава докторска дисертация на тема „Нумулитната фауна на част от терциера в Южна България. Палеонтоложко и стратиграфско проучване“.
Умира на 29 април 1954 г. в София.
Погребана е в парцел 30 на Централните софийски гробища.

## Научна дейност
Автор е на 4 научни статии с изследвания на горнокредни Orbitoides’и и терциерни нумулити от Южна България, както и изследвания върху старотерциерни Echinoidea и Lamellibranchiata от Кърджалийско.

## Семейство
Денка Илиева-Вергилова е първа съпруга на проф. Васил Вергилов (1920 – 2000), с когото имат две деца – геолозите Илия и Златил Вергилови.

## Избрани произведения
- Денка Илиева-Вергилова. Нумулитна фауна на част от Терциера в Южна България //  Годишник на Софийския университет. Биолого-геолого-географски факултет. Книга 2 - Геология; Annuaire de l'Universite de Sofia. Faculte de biologie, geologie et geographie. Livre 2 - Geologie 47 (2).   1953. с. 109 - 145. Посетен на 1 декември 2024.
- Ilieva-Vergilova, D.; Tzankov, V. Contribution a la connaissance de la faune tertiaire en Albanie: II. Les echinides fossiles du helvetien de l'Albanie centrale //  Годишник на Софийския университет. Биолого-геолого-географски факултет. Книга 2 - Геология; Annuaire de l'Universite de Sofia. Faculte de biologie, geologie et geographie. Livre 2 - Geologie 49 (2).   1956. с. 181-201. Посетен на 30 април 2025.